# 亮中桥镇
亮中桥镇，是中华人民共和国辽宁省铁岭市昌图县下辖的一个乡镇级行政单位。

## 行政区划
亮中桥镇下辖以下地区：
两宗社区、杨木村、永丰村、亮中村、十间村、兴隆山村、亮河村、刘荒村、朝阳堡村、大房身村、仁合村、八段村、西湖村、八棵村、万安村、黑台庙村、东兴村、武胜村、高原村、四方村、东太村和黑山村。